# Aeroportul Palmyra
Aeroportul Palmyra (IATA: PMS, ICAO: OSPR) este un aeroport din Siria ce deservește zona Palmira. A fost numit după zona deservită.
Situat la o altitudine de 403 m, aeroportul dispune de o singură pistă.